# Péninsule de Sanggar

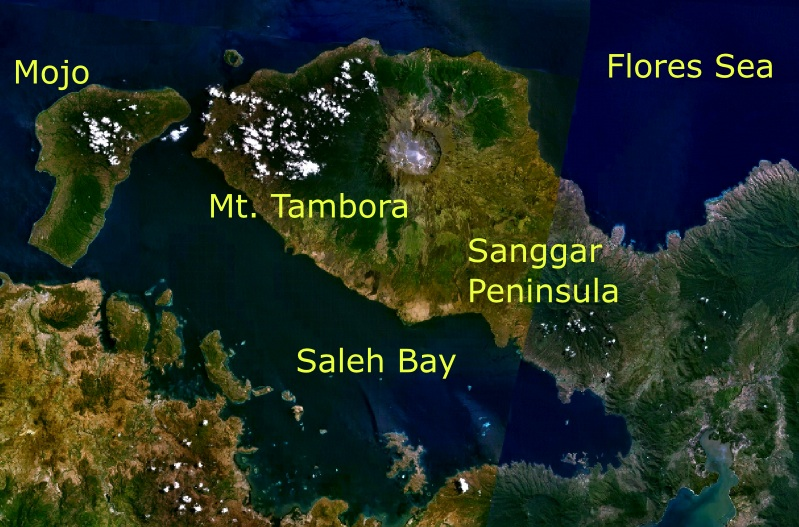
Vue satellite de la péninsule de Sanggar.

La péninsule de Sanggar est une péninsule située dans le Nord de l'île de Sumbawa, Indonésie. Elle est bordée au nord par la mer de Florès de, au sud et à l'ouest par la baie de Saleh. Elle mesure environ 60 km de long, pour 20 km de largeur au niveau de l'isthme la rattachant à Sumbawa et 40 km de largeur au maximum.
Elle est constituée principalement par le cône volcanique du Tambora et est peu peuplée.
Administrativement, elle est partagée entre les kabupaten de Bima et de Dompu. Une grande partie de la péninsule est incluse dans le parc national du Mont Tambora.